# ريساني (مقاطعة دالاهو)
ريساني (بالفارسية: ریسانی) هي قرية تقع في قسم بيونيج الريفي (مقاطعة دالاهو) في إيران. يقدر عدد سكانها بـ 43 نسمة بحسب إحصاء 2016.